# Mikael Burakovsky
Mikael Burakovsky (* 23. Juni 1977 in Malmö) ist ein ehemaliger schwedischer Eishockeyspieler, der in seiner aktiven Zeit von 1994 bis 2010 unter anderem für die Krefeld Pinguine in der Deutschen Eishockey Liga gespielt hat. Sein älterer Bruder Robert und dessen Sohn André sind ebenfalls professionelle Eishockeyspieler.       

## Karriere
Mikael Burakovsky begann seine Karriere als Eishockeyspieler in seiner Heimatstadt in der Nachwuchsabteilung von Malmö IF, für dessen Profimannschaft er in der Saison 1994/95 sein Debüt in der Elitserien, der höchsten schwedischen Spielklasse, gab. In den folgenden Jahren wurde er Stammspieler bei seinem Heimatverein, wobei er in der Saison 1996/97 parallel in elf Spielen für Malmös Ligarivalen VIK Västerås HK auflief. Nachdem der Flügelspieler auch die Saison 1997/98 in Malmö in der Elitserien begonnen hatte, beendete er sie bei den Krefeld Pinguinen in der Deutschen Eishockey Liga. In 15 DEL-Spielen bereitete er ein Tor vor. Die folgende Spielzeit verbrachte er beim schwedischen Zweitligisten Timrå IK. In der Saison 1999/2000 spielte er erneut in Deutschland, wo er für den EV Duisburg in der drittklassigen Oberliga Nord in 55 Spielen 64 Scorerpunkte, davon 32 Tore, erzielte. 
Von 2000 bis 2002 stand Burakovsky beim HC Amiens Somme in der französischen Ligue Magnus unter Vertrag. Anschließend lief er drei Jahre lang für die Rødovre Mighty Bulls in der dänischen AL-Bank Ligaen auf, wobei er während der Saison 2003/04 auch vier Spiele für die Herning Blue Fox absolvierte. Die Saison 2005/06 begann er ebenfalls in Dänemark – bei AaB Ishockey – verließ den Verein jedoch nach nur vier Spielen und verbrachte die restliche Spielzeit in seiner Heimatstadt beim IK Pantern in der drittklassigen Division 1. In der folgenden Spielzeit schloss er sich erneut AaB Ishockey an und gewann mit der Mannschaft aus Aalborg den dänischen Eishockeypokal. Zur Saison 2007/08 wechselte er erneut zum IK Pantern aus der Division 1. Zuletzt spielte er von 2008 bis 2010 für den Amateurverein Trelleborg Vikings, ehe er 2010 im Alter von 33 Jahren seine Karriere beendete.  

### International
Für Schweden nahm Burakovsky ausschließlich an der Junioren-Weltmeisterschaft 1997 teil, bei der er mit seiner Mannschaft den achten Platz belegte. Im Turnierverlauf gab er in sechs Spielen eine Torvorlage.

## Erfolge und Auszeichnungen
- 2007 Dänischer Pokalsieger mit AaB Ishockey